# Dorkászgazella
A dorkászgazella (Gazella dorcas) az emlősök (Mammalia) osztályának párosujjú patások (Artiodactyla) rendjébe, ezen belül a tülkösszarvúak (Bovidae) családjába és az antilopformák (Antilopinae) alcsaládjába tartozó faj.
Neve az ógörög dorkasz, azaz „zerge” szóból származik.

## Előfordulása
Észak-Afrikában, az Arab-félszigeten és a Közel-Keleten egész Izraelig, Szíriáig és Jordániáig kisebb állományai vannak. A vadászat miatt állománya sok helyen kipusztult, de azért manapság Izraelben, Szomáliában és Tunéziában védett állat.

## Alfajai
- Gazella dorcas beccarii De Beaux, 1931
- Gazella dorcas dorcas (Linnaeus, 1758)
- Gazella dorcas isabella Gray, 1846
- Gazella dorcas massaesyla Cabrera, 1928
- Gazella dorcas osiris Blaine, 1913
- Gazella dorcas pelzelnii Kohl, 1886

## Megjelenése
A dorkászgazella hossza 90-110 centiméter, magassága 55-65 centiméter és testtömege 15-20 kilogramm. Bundájának színe az elterjedési területtől függ: a Nílustól nyugatra általában homokszínű, keletre vörösesebb, hasa világosabb, farka tövénél fehér tükör van. A hímet 25-28 centiméteres, S-alakban hátrahajló szarváról lehet felismerni, amelyen sok dudor található. A nőstény szarva vékonyabb, mint a hímé és felfelé nyúlik. Ugyanolyan dudorok vannak rajta, de 15-20 centiméterével jóval kisebb mint a hímé. A borjú születésekor két kilónál kevesebbet nyom, és szüleinél valamivel sötétebb színezetű. Bundája idővel kivilágosodik.

## Életmódja
E gazellafaj, mint minden gazella, társas lény, csordákban él. Tápláléka fű, levelek, hajtások, gyümölcsök, és amikor nagy a szárazság még sáskákat is eszik. 10-12 évig élhet.

## Szaporodása
A nőstény 9 hónaposan, a hím 18 hónaposan éri el az ivarérettséget. A párzási időszak április–június között van. A vemhesség 6 hónapig tart, ennek végén a nőstény egy utódot hoz a világra.

## Képek

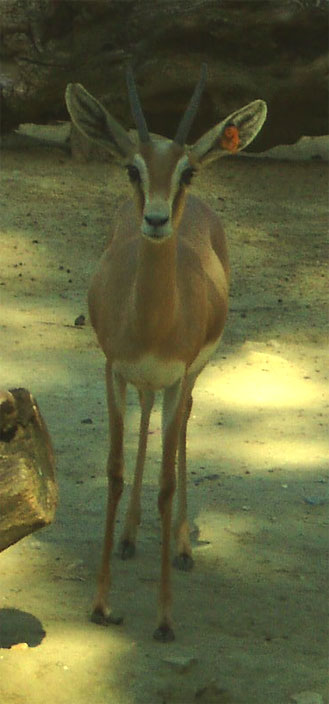
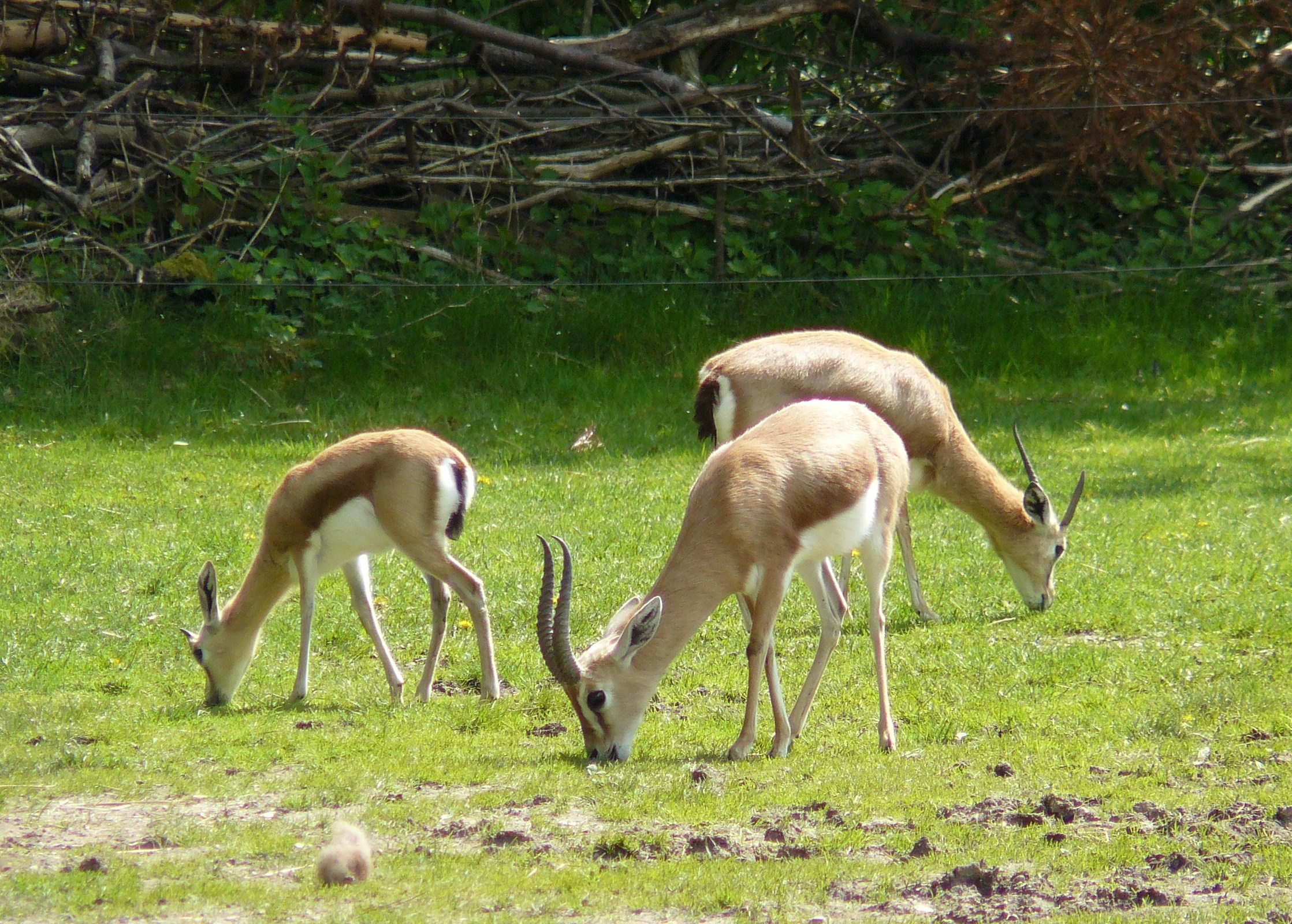
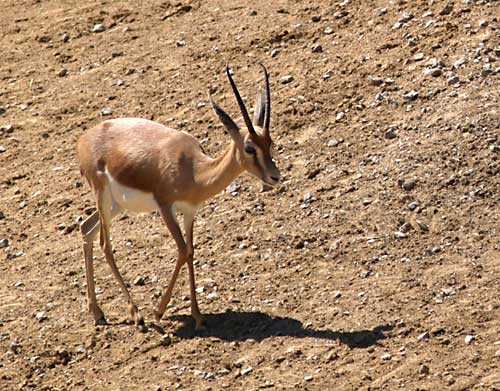
A gazella a hannoveri állatkertben